# جولین اندرسون
 جولین اندرسون (انگلیسی: Jolene Anderson؛ زادهٔ ۲۶ مهٔ ۱۹۸۰) یک هنرپیشه، و خواننده اهل استرالیا است.
از فیلم‌ها یا برنامه‌های تلویزیونی که وی در آن نقش داشته است می‌توان به پرستاران اشاره کرد.